# Chelicopia
Chelicopia is een geslacht van kreeftachtigen uit de klasse van de Ostracoda (mosselkreeftjes).

## Soorten
- Chelicopia arostrata Kornicker, 1958
- Chelicopia fax Kornicker in Kornicker & Thomassin, 1998
- Chelicopia kornickeri McKenzie, 1965
- Chelicopia lorica Hall, 1985
- Chelicopia obex Kornicker, 1992
- Chelicopia pertinex Kornicker, 1994
- Chelicopia radix Kornicker, 1992
- Chelicopia rotunda (Hartmann, 1959) Poulsen, 1965
- Chelicopia squameospinosa Hall, 1985
- Chelicopia tasmanensis Kornicker, 1981
- Chelicopia triplex Kornicker, 1994